# Harald Hennum
Harald Hennum (29. května 1928, Oslo, Norsko – 14. října 1993, Oslo, Norsko) byl norský fotbalový útočník a reprezentant.

## Klubová kariéra
Na klubové úrovni hrál fotbal v Norsku v mužstvech Frigg Oslo FK a Skeid Fotball. Celkem dvakrát se stal nejlepším kanonýrem nejvyšší norské fotbalové ligy:
- v sezóně 1954/55 nastřílel v dresu Skeid Fotball 13 gólů (14zápasová sezóna)
- v sezóně 1957/58 nastřílel v dresu Skeid Fotball 17 gólů (14zápasová sezóna)

## Reprezentační kariéra
V A-týmu Norska debutoval 2. 10. 1949 v Solně proti týmu Švédska (remíza 3:3). Celkem odehrál v letech 1949–1960 za norský národní tým 43 zápasů a vstřelil 25 gólů.